# City Woman
City Woman (都市女子S) è il singolo di debutto da solista della cantante e rapper sudcoreana Kim Yu-bin, pubblicato nel 2018 dall'etichetta discografica JYP Entertainment. Contiene una sola traccia, Lady, poiché il lato B City Love è stato cancellato per delle somiglianze con Plastic Love di Mariya Takeuchi.
Non è apparso nella classifica dei singoli della Circle Chart, ma Lady è entrato in posizione 96 nella sottoclassifica dei brani degli artisti locali più venduti nella settimana 3-9 giugno 2018.

## Tracce
1. Lady (숙녀?, 淑女?, SungnyeoLR) – 3:16 (Dr. JO)